# 杨雪冬
杨雪冬（1970年—），河北涞源人，中国当代政治学者，中共中央编译局比较政治与经济研究中心研究员、副主任。主要研究领域为社会政治理论和中国当代政治研究，先后出版专著4部、合著6部、编著3部、译著3部，发表论文100多篇，主持或参与完成各类课题10余个。 

## 学历
- 2001年-2002年，哈佛大学肯尼迪政府管理学院，访问研究员；
- 1999年-2000年，哈佛大学肯尼迪政府管理学院，访问学者；
- 1998年-2001年，北京大学政治学与行政管理系，比较政治学，博士；
- 1992年-1995年，厦门大学政治学与行政管理系，政治学理论，硕士；
- 1988年-1992年，南开大学政治学系，学士

## 著作
- 《立法听证与地方治理》（与陈家刚主编），北京：中央编译出版社，2004年版；
- 《全球化》，台北：扬智出版公司，2003年版；
- 《全球化：西方理论前沿》，北京：社科文献出版社，2002年版；
- 《市场发育、社会生长和公共权力构建：以县为微观分析单位》郑州：河南人民出版社，2002年版；
- 《再论从压力型体制向民主合作体制的转变》，（合著），北京：中央编译出版社，2001年版；
- 《第三条道路与新的理论》（与薛晓源合编），北京：社科文献出版社，2000年版；
- 《社会资本与社会发展》（与李惠斌合编），北京：社科文献出版社，2000年版；
- 《超越左与右》（与李惠斌合译），北京：社科文献出版社，2000年版；

## 主要论文
- “制度移植与本土实践：以立法听证为个案的研究”
- “寻找全球风险时代的“地图””
- “关于原初状态、对中国传统政治基本判断的断想”
- “当代中国地方政府的激励机制简论”
- “克林顿、公私分界和政治游戏”
- “政府起源和公共权力的使用”
- “风险社会、复合治理与能力建设”
- “信访、信息和信任”
- “政党能力与执政能力建设”
- “地方人大监督权的三种研究范式”
- “制度移植：一个分析框架”
- “竞争性选举是乡镇治理改革不可或缺的制度要素”
- “全球化：已知的与未知的”
- “公共利益是衡量政府创新的根本尺度”
- “治理的制度基础”
- “中庸之道与权力的均衡：读亚里士多德的《政治学》”
- “关于比较政治学和中国研究范式重构的断想”
- “罗尔斯的“重申作为公平的正义”一书”
- “金钱的政治经济学--代译序”
- “拉丁美洲的现代化历程”

## 外部連結
- 坐山望海——杨雪冬的博客
- 杨雪冬，中国政府创新网[永久]